# Jüdischer Friedhof (Bechyně)
Koordinaten: 49° 17′ 49,2″ N, 14° 27′ 59,1″ O

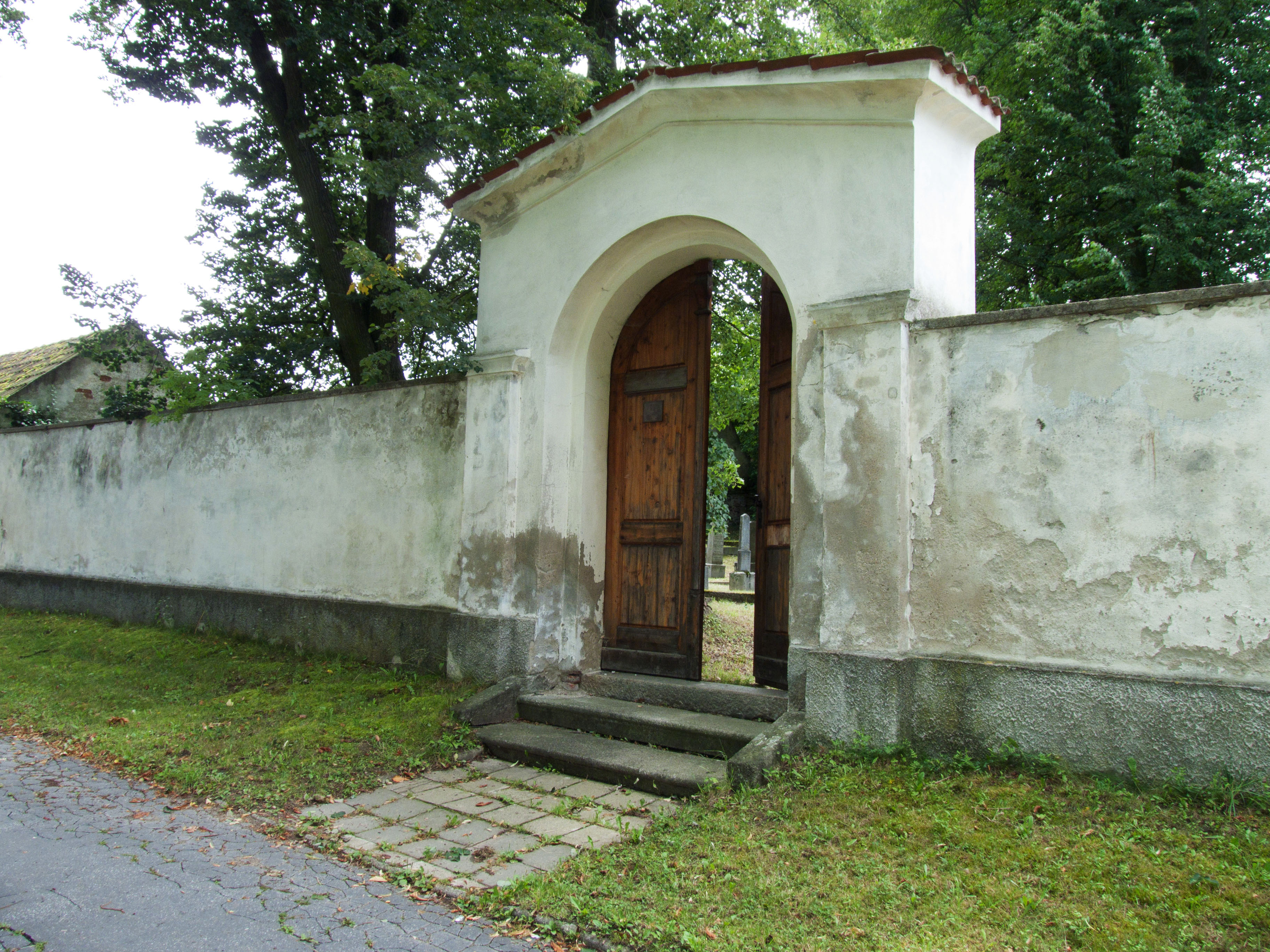
Eingang zum jüdischen Friedhof in Bechyně

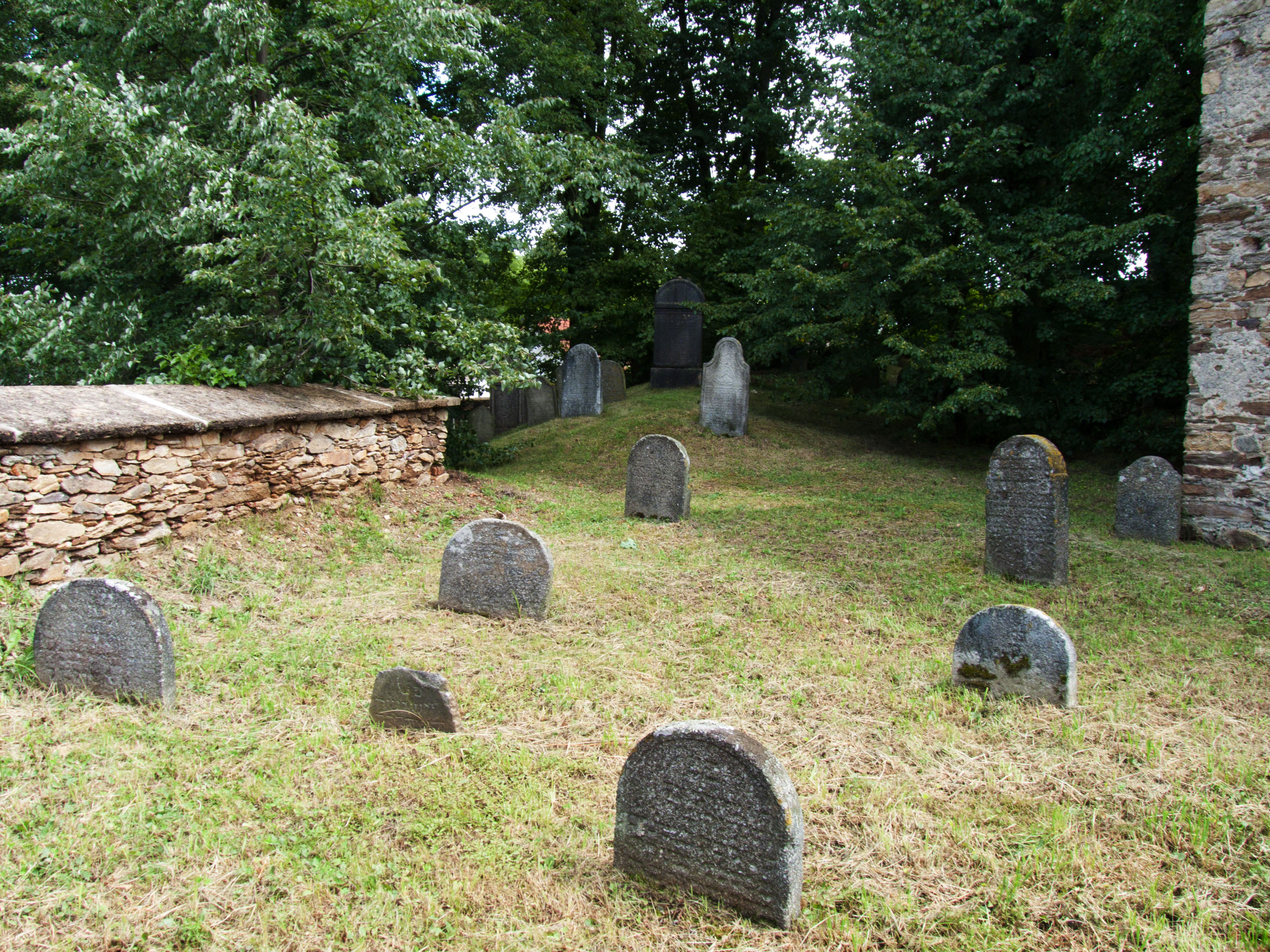
Ansicht des Friedhofs

Der Jüdische Friedhof in Bechyně (deutsch Bechin, auch Beching),  einer Stadt im Jihočeský kraj (Südböhmische Region) in Tschechien, wurde im 17. Jahrhundert angelegt. Der jüdische Friedhof ist seit 1988 ein geschütztes Kulturdenkmal. 
Auf dem Friedhof befinden sich noch einige zum Teil in den Boden versunkene Grabsteine (Mazevot).